# 李冬梅
李冬梅（1969年11月6日—），中国篮球运动员。她在1992年夏季奥林匹克运动中，参加了女子篮球比赛并获得团体银牌。李冬梅也参加了1996年夏季奥林匹克运动会，最终获得第九名。